# Oramia
Genre
Oramia est un genre d'araignées aranéomorphes de la famille des Agelenidae.

## Distribution
Les espèces de ce genre se rencontrent en Nouvelle-Zélande et sur l'île Lord Howe en Australie.

## Liste des espèces
Selon World Spider Catalog (version 17.0, 04/06/2016) :
- Oramia chathamensis (Simon, 1899)
- Oramia frequens (Rainbow, 1920)
- Oramia littoralis Forster & Wilton, 1973
- Oramia mackerrowi (Marples, 1959)
- Oramia marplesi Forster, 1964
- Oramia occidentalis (Marples, 1959)
- Oramia rubrioides (Hogg, 1909)
- Oramia solanderensis Forster & Wilton, 1973

## Publication originale
- Forster, 1964 : The Araneae and Opiliones of the subantarctic islands of New Zealand. Pacific Insects Monographs, vol. 7, p. 58-115.